# Alberto Gandino

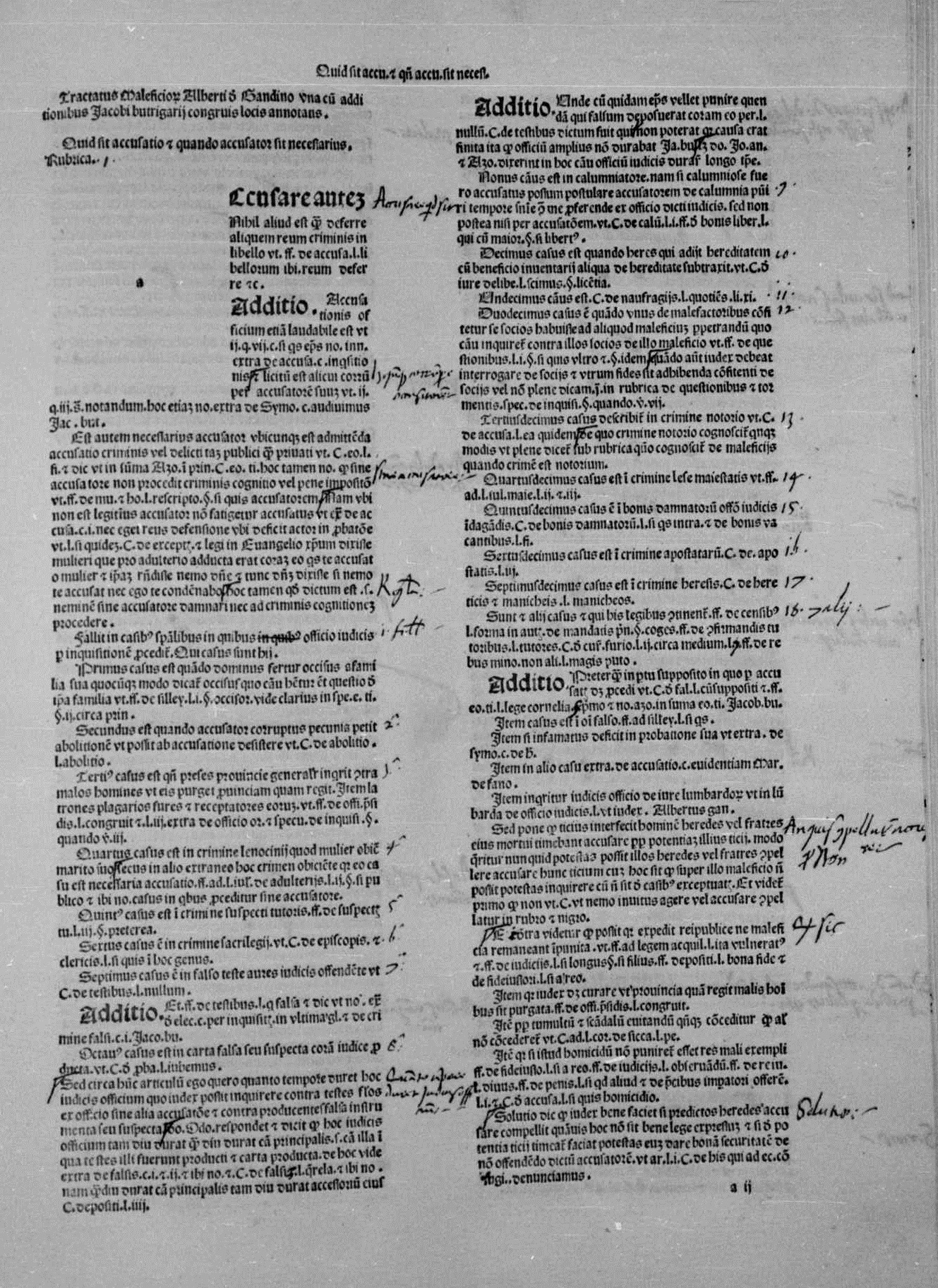
De maleficiis, 1494

Alberto da Gandino (Crema, 1250 – Genova, 1310) è stato un giurista e giudice italiano che si occupò di diritto penale e statuti.

## Biografia
Nato a Crema negli anni 1240, ebbe tra i suoi maestri Alberto Galeotti a Padova.
Si laureò a Bologna senza, poi, fare il giurista accademico ma il giudice.
Esercitò tale ruolo dal 1281 al 1310 in varie città dell'Italia centro-settentrionale, occupandosi di diritto penale e statuti. 
Si colloca in un periodo storico particolare, nell'età podestarile nella quale si decise di affidare il governo del Comune non ad un esponente famoso ma ad un terzo che portava con sé parti della propria amministrazione (è da questo momento che le guardie vennero chiamate sbirri, tono non dispregiativo): Alberto fu giudice e poi podestà. 
Scrisse anche libri di diritto, due trattati monografici di grande successo: uno di diritto penale sulla giustizia comunale nel quale mostra il diritto in atto detto De maleficiis, dal nome antico del reato; l'altro si chiamò Quaestiones statutorum, specchio della prassi del diritto, esperienza personale sulla questione degli statuti, le cui regole sono simili fra città e città ma diverse dal diritto romano.
Gli è dedicata una via a Milano.

## Opere

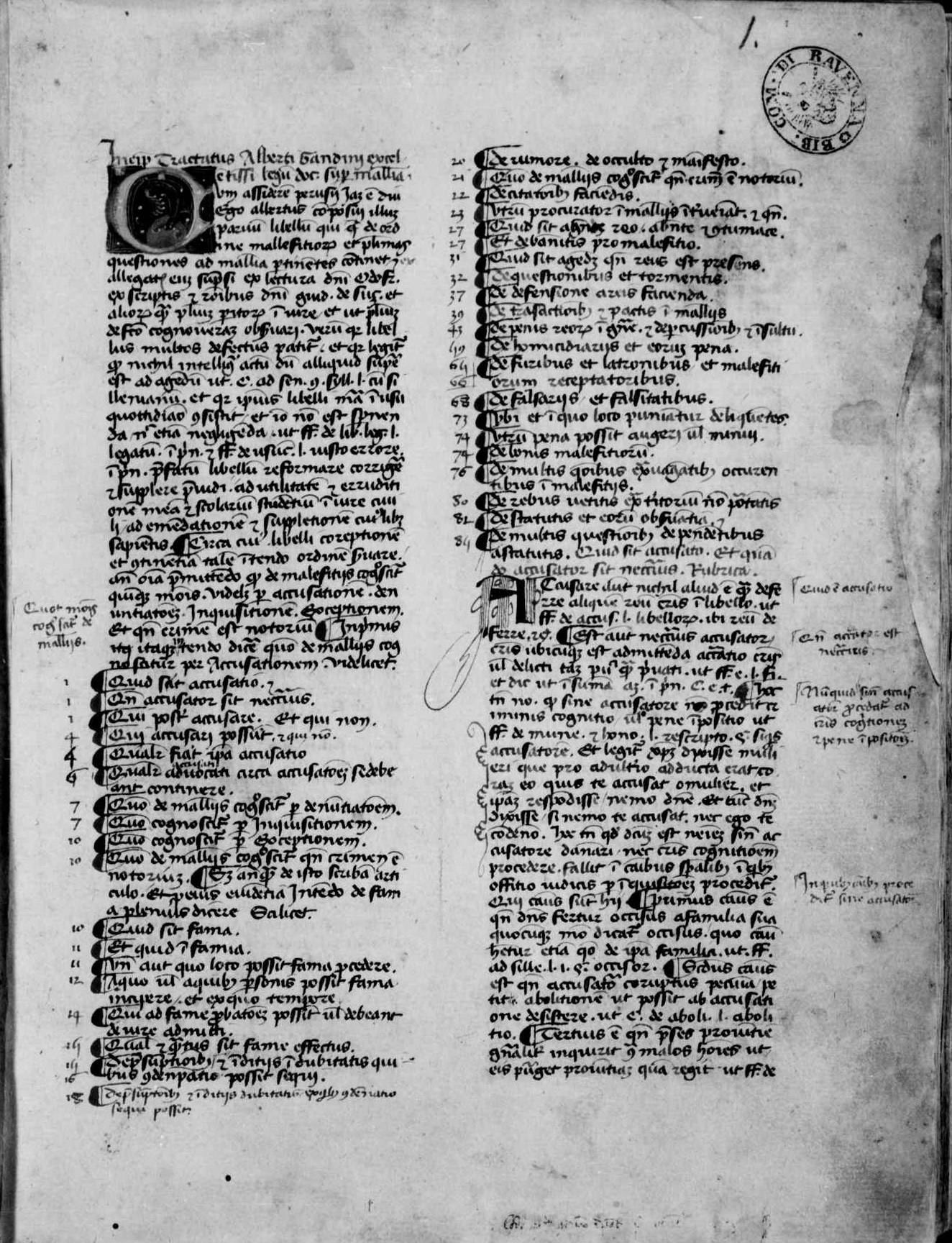
Tractatus de maleficiis, manoscritto, XV secolo

- Quaestiones statutorum
- Tractatus de maleficiis

### Manoscritti
- Tractatus de maleficiis, XIV secolo, Firenze, Biblioteca Riccardiana, ms. 744.
- Tractatus de maleficiis, XV secolo, Milano, Biblioteca Ambrosiana, Fondo manoscritti, ms. O 303 sup..
  -  Tractatus de maleficiis, XV secolo, Ravenna, Istituzione Biblioteca Classense, Fondo manoscritti, ms. 374. vol. I,  ff. 1r-89vb.
  -  Tractatus de maleficiis, recensio II, XIV-XV secolo, Firenze, Biblioteca Nazionale Centrale, Fondo Magliabechiano, Magl. Cl. XXIX.112,  ff. 3r-85v.
  -  Tractatus de maleficiis, recensio III, XIV secolo, Firenze, Biblioteca Nazionale Centrale, Fondo Magliabechiano, Magl. Cl. XXIX.181,  ff. 1r-56v.
- Quaestiones statutorum, XV secolo, Ravenna, Istituzione Biblioteca Classense, Fondo manoscritti, ms. 374. vol. I,  ff. 99v-124vb.